# Zoran Banović
Zoran Banović (in serbo Зоран Бановић?; Nikšić, 14 ottobre 1977) è un ex calciatore montenegrino, di ruolo portiere.

## Carriera

### Club
Debutta da professionista nella stagione 1997-1998 con il Sutjeska Nikšić, dove rimane fino al 2004, quando viene ingaggiato dalla Stella Rossa, con cui vince un campionato di Serbia e Montenegro e un campionato di Serbia, una Coppa di Serbia e Montenegro e una Coppa di Serbia.
Nel febbraio del 2009 si trasferisce in Bulgaria, allo Spartak Varna, e nel 2010 firma per il Mornar, squadra da cui viene cacciato il 12 marzo 2011 a causa di infrazioni del codice disciplinare societario.

## Palmarès

### Club

#### Competizioni nazionali
- Campionati di Serbia e Montenegro: 1

2005-2006
- Campionati di Serbia: 1

2006-2007
- Coppe di Serbia e Montenegro: 1

2005-2006
- Coppe di Serbia: 1

2006-2007